# 原田新平
原田 新平（はらだ しんぺい、1986年4月15日 - ）は、日本の俳優である。
株式会社フォーギミック代表取締役

## 人物・エピソード
- 神奈川県横浜市出身。身長180cm、体重62kg。家族構成は父・母・兄。
- ラップが得意で「MC NEW FLAT」としても活動。名前の由来は自身の名前、新=New、平=flatからとっている。デビュー曲は「LOVE LETTER～体中からお前を～RAP ver.」、他に「no change」、「a lasting love」、「既読スルー」などがある。
- 趣味は魚釣り。
- かつてはアミューズに所属していたが、2020年3月31日付で退所、同時に事務所内劇団であった劇団プレステージからも退団したことを発表した。[1]
- 2020年4月1日株式会社フォーギミックを設立。[2]

## 出演

### テレビドラマ
- ヤンキー君とメガネちゃん（2010年6月、TBS）
- このミステリーがすごい! ベストセラー作家からの挑戦状（2014年12月、TBS） - 安西信一 役[3]
- そして、誰もいなくなった（2016年8月、日本テレビ）
- バウンサー（2017年4月、BSスカパー!）
- 人は見た目が100パーセント 第6話（2017年5月、フジテレビ）
- ウチの夫は仕事ができない 第1話（2017年7月、日本テレビ）
- プラージュ 〜訳ありばかりのシェアハウス〜（2017年8月、WOWOW）
- ブラックペアン 第6話（2018年5月、TBS）
- 偽装不倫 第5話・第7話・第10話（2019年8月 - 9月、日本テレビ）
- 駐在刑事 Season2 第2話（2020年1月、テレビ東京） ‐ 添島雄介 役
- アメリカに負けなかった男〜バカヤロー総理　吉田茂〜（2020年2月、テレビ東京）
- 乃木坂シネマズ〜STORY of 46〜 第6話「納品ウォーズ」（2020年2月、フジテレビ）
- めざましテレビ『めぐる。』第10話（2022年、フジテレビ）
- 憑きそい 第8話（2023年8月10日、FOD）

### Webドラマ
- シークレット・メッセージ（2015年11月、dTV）

### 映画
- 吠えても届かない（2014年7月）
- 校庭の轍（2016年）
- 蝶の眠り（2018年5月）
- Prism（2019年）- 監督、出演[4]

### バラエティ番組
- 銀の劇プレ（2014年、テレビ神奈川）
- 痛快TV スカッとジャパン（2014年10月、フジテレビ）
- 幸せ追求バラエティ 金曜日の聞きたい女たち（2016年4月、フジテレビ）
- SENSORS（2016年7月、日本テレビ）
- 解決!ナイナイアンサー（2016年、日本テレビ）

### CM
- PlayStation Vita「勇者死す。」（2015年）[5]
- ライフネット生命（2017年 - 2019年）
- NEC「Lavie Pro」（2020年-）
- 内閣府 Society 5.0-未来社会（2021年 - ）
- TSUTAYAアプリ（2021年）
- テックアカデミー（2021年）
- 花王アタック 「年末は大物を洗おう＃1〜#4」（2021年）
- 東京スカイツリータウン10周年ムービー（2022年）
- Norwegian Seafood Council「Seafood from Norway」（2022年）
- 青森県「まるごと青森/AOMORIVERSE」（2022年）
- 相模原市 PR動画「はい。その答え 相模原で見つかりました。」（2023年）
- JPMC コンセプトムービー「持続可能な賃貸経営を」（2023年）
- アラガン・エステティックス（2023年）

### PV
- DJみそしるとMCごはん「きゅうりのキューちゃん」（2014年、演出:井上涼）[6]
- 齋藤冬優花（欅坂46）個人PV「NIGHT RACER FUYUKA」（2016年、演出:曽根隼人）[7]
- Cakra Khan「Kekasih Bayangan」（2017年）
- 愛乃エリィ「ハイパーソニックラブ」（2018年、演出:名嘉真法久）[8]

### 広告
- ネイチャーラボ「MARO」（2016年）
- 東京スカイツリータウン（2022年）
- 株式会社JPMC（2022年）

### 舞台

#### 劇団プレステージ
- 第2回公演「サイキックフライト!〜頑張る7人のエスパーとあと2、3人〜」（2011年4月28日 - 5月8日、千本桜ホール）
- 第3回公演「『ゼツボー荘』より愛をこめて!」（2011年11月22日 - 12月6日、千本桜ホール）
- 番外公演「サイキックフライト!〜頑張る7人のエスパーとあと2、3人〜（再演）」（2012年3月2日 - 6日、千本桜ホール）
- 第4回公演「Have a good time?」（2012年8月17日 - 9月7日、千本桜ホール）
- 第5回公演「ゴーストレイト」（2013年4月19日 - 29日、CBGKシブゲキ!!）[9]
- PreFes．プレイボーイ of Prestage Project『トーキョー・タイム・パラドクス』（2013年8月13日 - 18日、千本桜ホール） - 新田武蔵 役[10]
- 第6回公演「アウタースペース109」（2013年9月25日 - 10月6日、CBGKシブゲキ!!）[11]
- 第7回公演「ボーンヘッド・ボーンヘッダー」（2014年4月18日 - 29日、CBGKシブゲキ!!）[12]
- 第8回公演「ブラックパールが世界を動かす（再演）」（2014年8月20日 - 31日、CBGKシブゲキ!!）[13]
- 第9回公演「WORLD'S ENDのGIRLFRIEND」（2015年2月8日 - 22日、CBGKシブゲキ!!）[14]
- 番外公演「チェリーの木の下で-DT-MAX15'-」（2015年4月10日 - 19日、千本桜ホール）[15]
- 第10回公演「Have a good time?（再演）」（2015年8月8日 - 23日、森ノ宮ピロティホール/紀伊國屋サザンシアター）[16]
- 番外公演「君のそばにいたいのに」（2016年2月12日 - 21日、CBGKシブゲキ!!）[17]
- 第11回公演「リサウンド〜響奏曲〜」（2016年9月2日 - 18日、CBGKシブゲキ!!）[18]
- 劇団プレステージ×ヨーロッパ企画『突風!道玄坂歌合戦』（2016年12月7日 - 20日、CBGKシブゲキ!!）[19]
- 第12回公演「URA!URA!Boost」（2017年8月16日 - 27日、紀伊國屋サザンシアター TAKASHIMAYA）[20]
- 第13回公演「ディペンデントデイ〜7人の依存症〜」（2018年8月1日 - 12日、CBGKシブゲキ!!） - 広澤 役[21]
- 第14回公演「終わり to はじまり」（2018年12月12日 - 23日、CBGKシブゲキ!!） - 千葉 役[22]
- 第15回本公演「大地からのレラ!」（2019年9月28日 - 10月6日、CBGKシブゲキ‼︎） - 原 役[23]

#### その他
- 『らん −2011 NewVersion− 』（2011年5月、前進座劇場）
- 『Three street』（2012年4月、シアター711）
- 朗読劇『私のビートルズ』（2012年8月、space早稲田）
- 『SHIT AND LOBSTER』（2012年12月、明石スタジオ）
- 分岐型演劇JUNCTION第1弾『スパイスアップ・ナイトパレード』（2017年4月29日 - 5月7日、渋谷 ドクタージーカンズ）[24]
- TEAM NACS 第16回公演『PARAMUSHIR〜信じ続けた士魂の旗を掲げて』（2018年2月3日 - 11日、大阪 森ノ宮ピロティホール／2月13日 - 18日、愛知 東海市芸術劇場／2月22日 - 25日、札幌 ニトリ文化ホール／3月1日 - 4日、仙台 東京エレクトロンホール宮城／3月9日 - 11日、福岡 福岡サンパレス／3月14日 - 4月1日、東京 TBS赤坂ACTシアター）[25]
- 劇メシ episode.07『愛のとりなし』（2018年4月22日 - 27日、東京 CAFE PARK／4月28日、千葉 THE NEW YORK BAYSIDE KITCHEN）[26]
- 東京ワンピースタワー×DAZZLE『時の箱が開く時』（2019年1月10日 - 25日、東京ワンピースタワー）[27]
- となりのホールスター（2019年3月8日 - 17日、サンモールスタジオ）[28]
- ブレーメンの音楽隊（2019年5月24日 - 28日、ウエストエンドスタジオ）[29]

### イベント
- 劇的に!マザー牧場で動物と劇プレに触れ合おうツアー（2012年10月6日）
- 劇・プレ博2013〜初春の広報戦略〜（2013年3月20日、新宿ロフトプラスワン）[30]
- Prestage Party in PONGI（2014年2月16日、アミューズミュージカルシアター）
- Amuse presents SUPER ハンサム LIVE 2014（2014年12月26日 - 27日、パシフィコ横浜 国立大ホール）ゲスト出演
- 劇・プレ博2015～初夏の広報戦略～（2015年7月5日、J-SQUARE SHINAGAWA）[31]
- Prestage Party at PIT～てんやわんやの大感謝祭～（2015年11月3日、豊洲PIT）[32]
- 劇団プレステージ フレッシュマンへの挑戦状～東京の陣～（2016年8月11日、恵比寿ザ・ガーデンホール）[33]
- Prestage Party at 赤坂プリッツ〜真夏のオールスター大感謝祭〜（2017年7月16日 - 17日、赤坂BLITZ）[34]
- 劇団プレステージ JAPANプレミア上映イベント（2018年10月29日 - 30日、大阪ステーションシティシネマ/名古屋ミッドランドスクエアシネマ）[35]

## 作品
- 長崎県大村市PR映像「大村市なんて大嫌い」（2019年）※演技指導[36]